# Fatehnagar
Fatehnagar è una suddivisione dell'India, classificata come municipality, di 19.624 abitanti, situata nel distretto di Udaipur, nello stato federato del Rajasthan. In base al numero di abitanti la città rientra nella classe IV (da 10.000 a 19.999 persone).

## Geografia fisica
La città è situata a 24° 51' 26 N e 74° 05' 21 E.

## Società

### Evoluzione demografica
Al censimento del 2001 la popolazione di Fatehnagar assommava a 19.624 persone, delle quali 10.027 maschi e 9.597 femmine. I bambini di età inferiore o uguale ai sei anni assommavano a 2.804, dei quali 1.448 maschi e 1.356 femmine. Infine, coloro che erano in grado di saper almeno leggere e scrivere erano 11.764, dei quali 7.160 maschi e 4.604 femmine.